# Rudolf Degermark
Rudolf Reinhold Degermark (ur. 19 lipca 1886 w Piteå, zm. 21 maja 1960 w Sztokholmie) – szwedzki sportowiec, olimpijczyk.
Na Igrzyskach wystąpił w ich letniej edycji z 1908 w Londynie, gdzie zdobył złoty medal w drużynowych zawodach gimnastycznych.